# Курдов, Валентин Иванович
Валентин Иванович Ку́рдов (1905 — 1989) — советский художник, плакатист, иллюстратор детской книги, мемуарист. Заслуженный художник РСФСР (1982).

## Биография и творчество

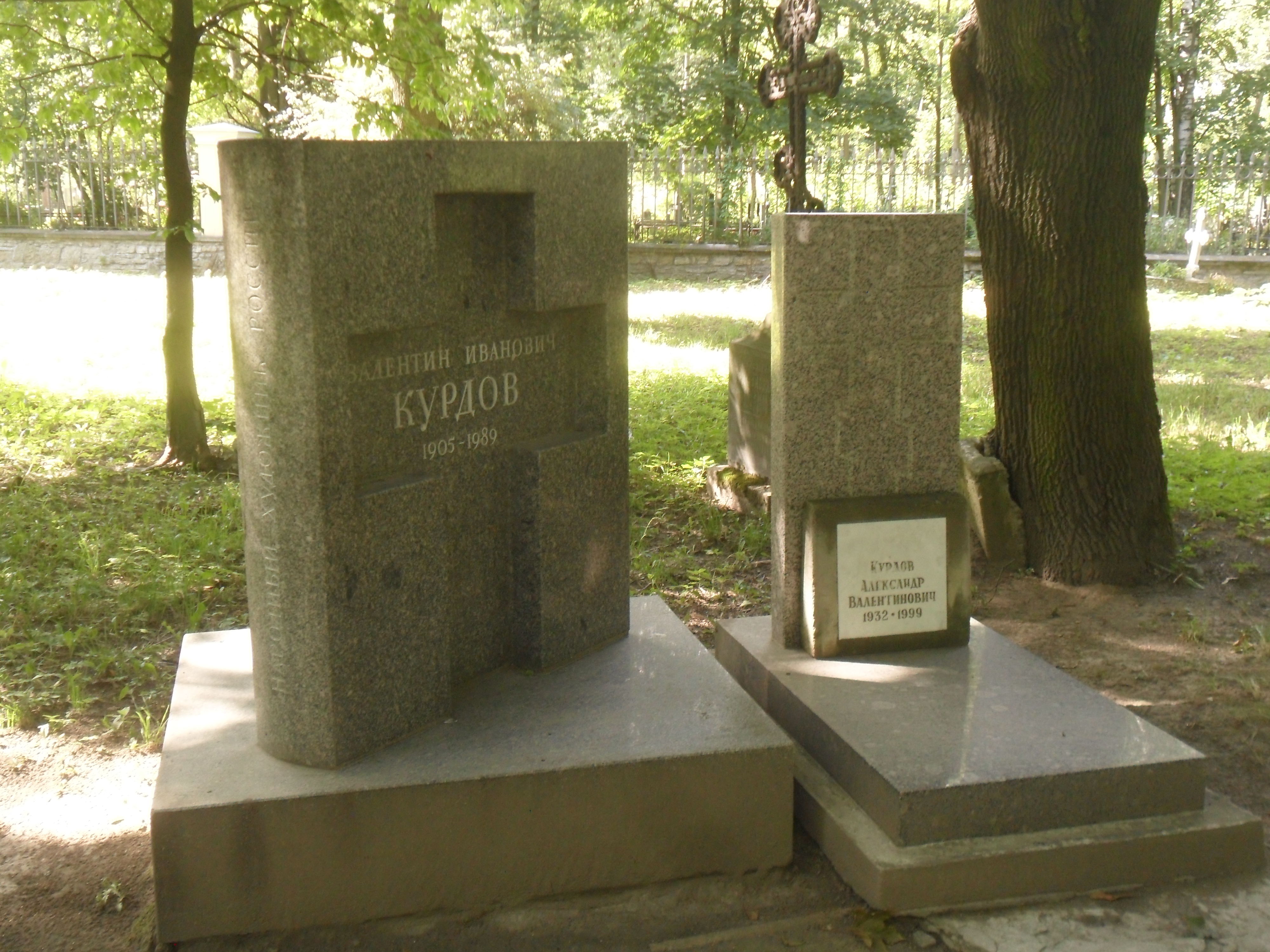
Могила Курдова на Литераторских мостках в Санкт-Петербурге.

Родился 7 (20 декабря) 1905 года в посёлке Михайловский завод Красноуфимского уезда Пермской губернии (ныне — город Михайловск Нижнесергинского муниципального района Свердловской области) в семье земского врача. Отец художника Иван Калустович Курдов (1867—1938) окончил Казанский университет, был знаком с В. И. Лениным, в университете отвечал за студенческую библиотеку нелегальных изданий.
В 1916 году учился в художественном училище в Екатеринбурге.
В 1918—1919 годах учился в студии при Пермском художественном техникуме.
В 1921 году занимался в Пермских высших художественно-промышленных мастерских.
В 1922—1923 годах учился на ювелирном отделении в Екатеринбургском художественно-промышленном училище.
В 1923 году приехал в Петроград, с которым оказалась в дальнейшем связана вся его жизнь.
В 1923 году поступил во ВХУТЕИН. Его учителями были Алексей Еремеевич Карев, Кузьма Сергеевич Петров-Водкин, Михаил Васильевич Матюшин и Александр Иванович Савинов. Познакомился с писателями Евгением Ивановичем Чарушиным и Виталием Валентиновичем Бианки. Посещал мастерскую Филонова во ВХУТЕИНе, был близок с художниками группы Мастера аналитического искусства.

## ГИНХУК и «русский кубизм»
Осенью 1926 года курс, на котором учился В. И. Курдов, было решено выпустить досрочно, без написания дипломной работы. Художник вспоминал: «Я кончал Академию художеств как живописец и намеревался стать в будущем живописцем».
В 1926 году для продолжения занятий живописью художник поступил, вместе со своим соучеником Юрием Алексеевичем Васнецовым, на обучение в ГИНХУК к Казимиру Севериновичу Малевичу.
В течение года работал в ГИНХУКе практикантом в Отделе живописной культуры. Малевич называл основными «прибавочными элементами» искусства Курдова живописную технику и цвет. Изучал свойства различных живописных фактур; последовательно проработал пять стадий кубизма.
Выразил своё особое отношение к кубизму, сменив в своих работах присущую кубизму тёмную гамму на светлую, «русскую», и смягчив его форму. Художник определял свою задачу как создание «русского кубизма». Это сказалось даже в выборе предметов для натюрмортов — Курдов намеренно включал в композиции своих натюрмортов характерные русские вещи — самовар, балалайку и валенок.
В течение года обучения написал более десяти больших живописных работ, показывающих его талант живописца, в том числе живописные работы: «Балалайка» (1926), «Висячая лампа», «Китайский фонарик», «Валенок», «Кубизм», «Медный самовар» 1926—1927 и др..
Супрематических работ Курдов не делал. В дальнейшем художник написал о себе: «..я не могу считать себя учеником Малевича, — я не разделил с ним все сложности жизни».
Осенью 1927 года был призван в РККА, и кубистический период его творчества был навсегда закончен. В дальнейшем талант Курдова как живописца остался нереализованным.

## Детская книга
С 1927 года Курдов начал работать как художник детской книги, в редакции Детгиза, у Владимира Васильевича Лебедева, который возглавлял (до 1933) художественную редакцию детского отдела Госиздата.
Наряду с другими художниками — Юрием Алексеевичем Васнецовым, Алексеем Фёдоровичем Пахомовым, Евгением Ивановичем Чарушиным — Валентин Иванович Курдов считается одним из художников «лебедевской школы» в детской книжной графике. Исключительное влияние Лебедева, как художника и редактора, на свою работу в книге сам художник отмечал неоднократно: «Лебедев из каждого художника с которым он сталкивался, как редактор, хотел извлечь то, что этот художник лучше всего знает и любит.. он был человеком холодной оценки, поэтому … его слово приобретало качественное свойство.»
Среди работ Курдова 1930-х годов — иллюстрации к книгам Виталия Валентиновича Бианки, Александра Ивановича Введенского (Конница Будённого, 1931; точнее, стихи поэта были написаны к рисункам художника), Джозефа Редьярда Киплинга, Вальтера Скотта (Айвенго, 1936) и других авторов.
Член СХ СССР. Участник выставок с 1932 года.
С 1939 года работал в экспериментальной литографской мастерской в ЛОСХ.
В 1939—1940 годах — один из организаторов и создателей плакатов «Боевой карандаш».

## Военное и послевоенное время
Во время Великой Отечественной войны оставался в блокадном Ленинграде. Ездил в творческую поездку на Волховский фронт. Создал серию литографий «По дорогам войны» (1942—1944).
После войны продолжил занятия иллюстрацией, оформил книги Виталия Валентиновича Бианки, Ивана Сергеевича Соколова-Микитова, Николая Ивановича Сладкова, карело-финский эпос «Калевала». Сделал новые иллюстрации к сказкам Киплинга (1980), был награждён за них дипломом имени Х. К. Андерсена (1982).
Умер 9 ноября 1989 года. Похоронен в Ленинграде на Литераторских мостках Волковского кладбища. Оставил мемуары, опубликованные лишь после его смерти.
Жена (в 1920-е — 1960-е годы) — художница Герта Михайловна Неменова; сын — Александр (1932—1999). Племянник — поэт Эдуард Аркадьевич Асадов.

## Признание
- заслуженный художник РСФСР (1976)
- Государственная премия РСФСР имени И. Е. Репина (1982) — за серию графических работ «Песни революции»
- орден Отечественной войны II степени (6.11.1985)[9]

## Статьи, книги об искусстве и художниках
- Курдов В. О моих книжках // Художники детской книги о себе и своём искусстве: статьи, рассказы, заметки, выступления / Сост. Владимир Иосифович Глоцер. — М.: Книга, 1987. — C. 103—120.
- Курдов В. И. Памятные дни и годы. Записки художника. — СПб.: «Арсис», 1994. — С. 56-67.

## Книжная иллюстрация
- В. Бианки. Аскыр. — М.-Л.: ГИЗ, 1927.
- В. Бианки. Где раки зимуют. — М.-Л.: ГИЗ, 1930, 1935, 1936.
- В. Курдов. Конная Будённого. Стихи А. Введенского. — Л.: Молодая гвардия, 1931.
- В. Бианки. Конец земли. Путевые впечатления 1930 года. Путевые зарисовки В. Курдова. — Л.-М.: Молодая гвардия, 1933.
- Р. Киплинг. Рикки-Тикки-Тави. — Л.: Детгиз, 1934.
- В. Бианки. Лесная газета на каждый год. Изд. 3-е. — М.-Л.: Детиздат, 1934; изд. 4-е, 1935; изд. 5-е, 1940; изд 10-е, 1961.
- Р. Киплинг. Сказки. — М.-Л.: Детиздат, 1936.
- Тэки Одулок. Жизнь Имтеургина старшего. — Л.: Детгиз, 1934.
- Вальтер Скотт. Айвенго. — Л.: Молодая гвардия, 1936.
- В. Курдов. Пограничники. — Л.: Детиздат, 1936.
- В. Бианки. Лесная газета на каждый год. Художник В. Курдов. — Л.: Детская литература, 1969.
- В. Бианки. Последний выстрел. Художник В. Курдов. — Л.: Детская литература, 1971.